# Eugenia jambosoides
Eugenia jambosoides là một loài thực vật có hoa trong Họ Đào kim nương. Loài này được C.Wright ex Griseb. mô tả khoa học đầu tiên năm 1866.